# Francisco Canaro

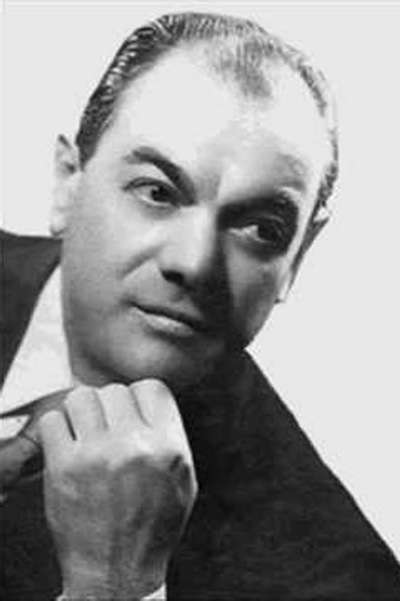
Francisco Canaro ca 1940.

Francisco Canaro, "El Pirincho", född 26 november 1888 i San José de Mayo, död 14 december 1964 i Buenos Aires, Argentina, var en uruguayansk tangomusiker och -kompositör. 
Canaro är den orkesterledare inom tangon som med råge gjort flest inspelningar, över 3 000. Canaro spelade ofta melodiösa tangor och milongor i långsamt och stadigt tempo. Orkestern var en traditionell tangoorkester, ibland förstärkt med en sordinerad trumpet.